# 제6대 달라이 라마

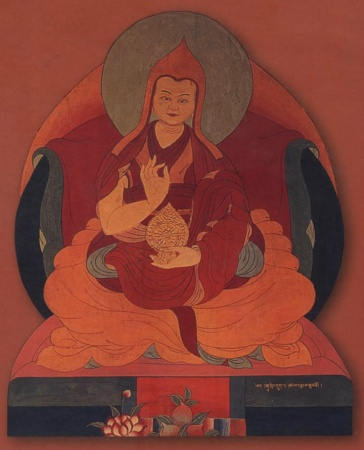
제6대 달라이 라마

창앙갸초(티베트어: ཚངས་དབྱངས་རྒྱ་མཚོ, 1683년 3월 1일 ~ 1706년 11월 15일)는 제6대 달라이 라마이다. 인도 동북부 지방에서 태어났으며, 제4대 달라이 라마와 함께 현재까지 몇 안되는 티베트인이 아닌 달라이 라마 중 한 사람이다. 상당히 영민했다고 전해지며, 쾌락, 술, 여자를 좋아하였으며 자유로운 삶을 살았다. 중국 칭하이성 근처에서 행방이 불명되었으며, 학자들은 이를 암살로 추측하고 있다. 그는 시와 노래 짓기를 좋아하였으며, 그가 지은 노래들은 티베트 전역에서 불렸다.

## 달라이 라마로 지명되기 전
창양갸초는 1683년 1월, 인도 동북부 지방에서 보물 사냥꾼의 아들로 태어났다. 그의 삶과 죽음에 관해서 다양한 이야기들이 전해 내려온다. 그의 어머니는 그를 낳기 전 상서로운 기적들을 보았는데, 하루는 그녀가 샘에서 물을 떠다 마시자, 그 샘에서 물 대신 우유가 솟구치기 시작했다는 이야기도 있다. 현재 이 샘은 '우유의 샘'이라는 이름으로 불리고 있다.
창양갸초의 어머니는 아들을 낳고, 그의 이름을 '산제 탄진'이라 지었다. 전설에 의하면, 아기는 출산 이후 모유 수유를 거부했고, 점점 말라갔다고 한다. 또한 병에 걸려 얼굴이 부풀어오르기 시작하고 생명이 위독한 상태까지 이르렀다고 한다. 부모들은 이와 같은 상태에 놀라, 2명의 스님들을 불러 아기를 보여주었고, 스님들은 아기의 이름을 '느가왕 감초'로 바꾸지 않으면 아기가 죽을 것이라 예언했다.
그는 이후 빠르게 회복하였고, 신자들은 이를 달라이 라마의 수호신이 친히 일으키신 기적이라 표현하였다. 창양갸초의 할아버지는 꿈 속에서 아기가 하늘의 보호를 받는 자라는 계시를 받았고, 그의 어머니는 하늘에서 위대한 존재가 내려와 그녀의 품에서 아기를 데려가는 환상을 보았을 뿐더러, 할머니는 하늘에 2개의 태양이 이글거리며 떠있는 환상을 보았다.

## 역사
1682년에 제5대 달라이 라마가 세상을 떠났음에도 불구하고, 최고위 승려들은 그의 선종을 숨겼다. 이와 같은 행동은 티베트 내의 소요를 가라앉히고 포탈라궁의 완공을 최대한 순조롭게 진행하기 위해서였다. 승려들은 다음 대의 달라이 라마를 찾기 시작했고, 티베트 내에서 적정한 후보자를 찾지 못하자 결국 티베트 외부에서 환생자가 태어났다고 결론지었다. 그들은 특수한 지명을 가진 지역들을 골라 찾아다녔으며, 곳곳을 누비며 조건에 맞는 아이를 찾기 위해 노력하였다.
1697년, 승려들은 드디어 인도 동북부에서 창양갸초를 찾아냈고, 그를 라싸로 데려갔다. 그런데 라싸로 향하는 7일간의 여정 도중, 창양갸초가 소녀들과 잠자리를 같이 하고 술에 취해 비틀거리는 등 달라이 라마로서는 거의 금기와 가까운 행동을 하며 승려들을 놀라게 했다고 한다. 라싸에 도착하자, 창양갸초는 중국의 강희제에게 공문을 띄워 5대 달라이 라마가 입적했고, 이제는 그가 새로운 달라이 라마가 되었음을 알렸다.
창양갸초는 5대 판첸라마에게 달라이 라마의 직위를 승인받았으며, 이 때 그의 이름인 '창양갸초'를 정식으로 받게 되었다. 1697년 10월, 창양갸초는 정식으로 달라이 라마의 왕좌를 이어받았다.

## 달라이 라마
창양갸초는 시와 문학에 관심이 많았고, 수많은 노래들을 지었다. 또한 그는 자유분방한 삶을 즐기며 달라이 라마로서는 해서는 안되는 일들을 즐겼으며, 판첸 라마가 직접 그런 행위들을 하지 말라고 달려가 설득해야 할 정도였다. 그는 술과 여색을 즐겼으며, 시 쓰기를 제일 좋아했다. 그는 판첸 라마를 찾아가 용서를 빌기까지 하였다.
창양갸초는 거의 일생 내내 승려로서의 삶에 관심이 없었지만, 달라이 라마로서의 직위는 계속 수행해 나갔다. 그는 왕의 옷이 아닌 일반 승려의 옷을 걸치고 다녔으며, 말이나 가마 대신 걷는 것을 좋아했다. 그는 공원에서 산책하는 것도 선호하였으며, 라싸의 밤거리에서 술과 여자를 끼고 밤을 지내고 오는 경우도 있었다. 그는 답답한 궁궐 생활 대신 포탈라 궁 근처 공원에 조그만 텐트를 치고 그 곳에서 살기를 고집하였는데, 그는 1702년에 이르러서야 수행을 위하여 그러한 행동을 하는 것을 중지하였다.

## 실종
달라이 라마의 이같은 행각이 계속되자, 당시 불만을 품고 있던 한 몽골의 왕이 강희제의 암묵적인 동의 하에 반란을 일으켜, 창양갸초를 납치하고 새로운 달라이 라마를 세웠다. 반란자들을 1706년, 창양갸초 대신 예셰갸초라는 새로운 달라이 라마를 내세웠으며, 예셰갸초가 진짜 5대 달라이 라마의 환생자임을 주장했다. 하지만 예셰갸초는 티베트인들의 지지를 거의 받지 못하고 나중에 쫓겨났다.
창양갸초가 티베트에서 압송되어 구금되어 있던 동안, 그는 나중에 그의 환생에 대한 시를 짓게 된다.
백학아 네 날개를 빌려다오, 나는 멀리 날아가지 않으리니, 리장에서 나는 돌아올 것이다.

창양갸초는 1706년 중국 칭하이성 부근에서 행방불명되었고, 따라서 포탈라궁에는 그의 묘가 존재하지 않는다. 나중에 게상갸초가 제7대 달라이 라마에 올라 그의 뒤를 잇게 된다.
| 전임 아왕로샹갸초 | 제6대 달라이 라마 1683년 ~ 1706년 | 후임 게샹갸초 |